# Vysšaja Liga 1971-1972 (pallacanestro)
La Vysšaja Liga 1971-1972 è stata la 38ª edizione del massimo campionato sovietico di pallacanestro maschile. La vittoria finale è stata appannaggio del CSKA Mosca.

## Classifica
|  |     | Squadra            | G  | V  | P  | PF   | PS   | PF/PS | Pt |
|  | --- | ------------------ | -- | -- | -- | ---- | ---- | ----- | -- |
|  | 1.  | CSKA Mosca         | 27 | 26 | 1  | 2313 | 1850 | +463  | 53 |
|  | 2.  | Spartak Leningrado | 27 | 24 | 3  | 1923 | 1675 | +248  | 51 |
|  | 3.  | SKA Kiev           | 27 | 13 | 14 | 1826 | 1926 | -100  | 40 |
|  | 4.  | Dinamo Tbilisi     | 27 | 13 | 14 | 2048 | 2147 | -99   | 40 |
|  | 5.  | Kalev Tartu        | 27 | 12 | 15 | 1966 | 1977 | -11   | 39 |
|  | 6.  | Žalgiris Kaunas    | 27 | 12 | 15 | 2002 | 2026 | -24   | 39 |
|  | 7.  | Stroitel Kiev      | 27 | 11 | 16 | 1921 | 1955 | -34   | 38 |
|  | 8.  | Dinamo Mosca       | 27 | 11 | 16 | 1952 | 1966 | -14   | 38 |
|  | 9.  | GPI Tbilisi        | 27 | 7  | 20 | 1850 | 1992 | -142  | 34 |
|  | 10. | Statyba Vilnius    | 27 | 6  | 21 | 1874 | 2161 | -287  | 33 |

## Squadra vincitrice
|  | Naz.                        | Ruolo | Sportivo             | Anno | Alt. |  |  |
|  | --------------------------- | ----- | -------------------- | ---- | ---- |  |  |
|  | Unione Sovietica (bandiera) | C     | Vladimir Andreev     | 1945 | 215  |  |  |
|  | Unione Sovietica (bandiera) |       | V. Archipov          |      |      |  |  |
|  | Unione Sovietica (bandiera) |       | A. Bedrov            |      |      |  |  |
|  | Unione Sovietica (bandiera) | G     | Sergej Belov         | 1944 | 190  |  |  |
|  | Unione Sovietica (bandiera) | A     | Nikolaj Gil'gner     |      |      |  |  |
|  | Unione Sovietica (bandiera) |       | Igor' Golubev        |      |      |  |  |
|  | Unione Sovietica (bandiera) | P     | Vladimir Gomel'skij  | 1953 | 178  |  |  |
|  | Unione Sovietica (bandiera) | G     | Vladimir Illjuk      |      |      |  |  |
|  | Unione Sovietica (bandiera) | A     | Ivan Jadėška         | 1945 | 196  |  |  |
|  | Unione Sovietica (bandiera) | G     | Sergej Jastrebov     |      |      |  |  |
|  | Unione Sovietica (bandiera) | G     | Vadim Kapranov       | 1940 | 190  |  |  |
|  | Unione Sovietica (bandiera) | AG    | Evgenij Kovalenko    | 1950 | 198  |  |  |
|  | Unione Sovietica (bandiera) | A     | Nikolaj Kovyrkin     |      |      |  |  |
|  | Unione Sovietica (bandiera) | P     | Nikolaj Krjučkov     |      |      |  |  |
|  | Unione Sovietica (bandiera) | G     | Aleksandr Kul'kov    | 1943 | 183  |  |  |
|  | Unione Sovietica (bandiera) | P     | Valerij Miloserdov   | 1951 | 187  |  |  |
|  | Unione Sovietica (bandiera) |       | Anatolij Morozov     |      |      |  |  |
|  | Unione Sovietica (bandiera) | A     | Viktor Petrakov      | 1949 | 200  |  |  |
|  | Unione Sovietica (bandiera) | C     | Boris Subbotin       |      |      |  |  |
|  | Unione Sovietica (bandiera) | C     | Vladimir Viktorov    |      |      |  |  |
|  | Unione Sovietica (bandiera) | C     | Alžan Žarmuchamedov  | 1944 | 207  |  |  |
|  | Unione Sovietica (bandiera) | ALL   | Aleksandr Gomel'skij |      |      |  |  |